# Barrage de 4 Eylül

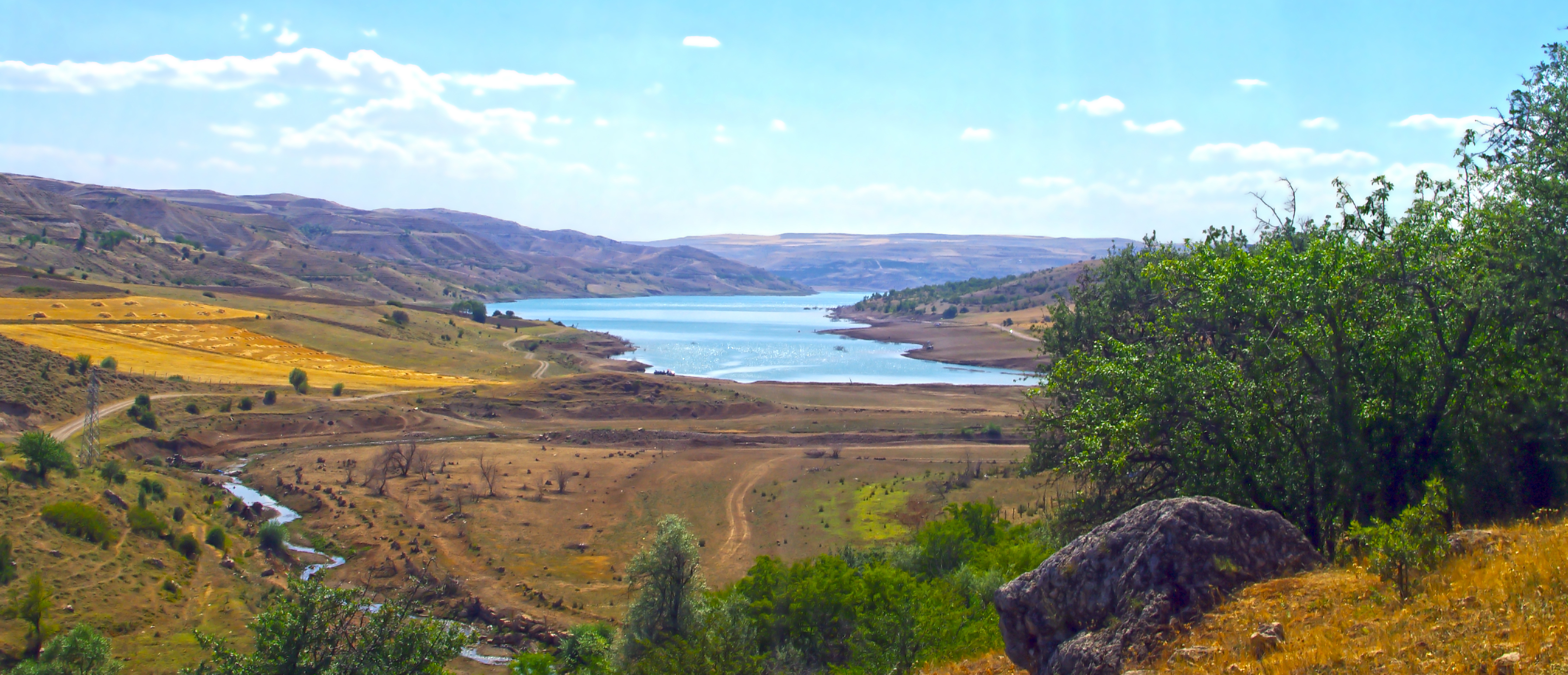
Barrage de 4 Eylül

Le barrage de 4 Eylül est un barrage situé dans la province de Sivas, en Turquie.

## Sources
- (en) www.dsi.gov.tr/tricold/4eylul.htm Site de l'agence gouvernementale turque des travaux hydrauliques